# Parking Kft.
A Parking Kft. a Fővárosi Önkormányzat 100 százalékos tulajdonú szervező, fejlesztő és tanácsadó szakcége.  A társaság a 2009. decemberben elfogadott, 2010. március 31-én hatályba lépett 10 esztendős közszolgáltatási keretszerződés, valamint a 2010. március 31-én hatályba lépett éves közszolgáltatási szerződés alapján végzi feladatait.